# Sprachinsel Königshuld
Die Sprachinsel Königshuld war eine bis vor den Zweiten Weltkrieg bestehende niederdeutsche Sprachinsel um das heutige Paproć Duża herum, das heute zur Gemeinde Szumowo bei Zambrów in der Woiwodschaft Podlachien im nordöstlichen Polen gehört.
Zur Entwicklung unerschlossener Flächen des in Folge der polnischen Teilung von 1795 an Preußen gefallenen Gebiets wurden deutsche Kolonisten angeworben. Um 1805 siedelten sich hier deutsche Kolonisten aus dem nördlichen Brandenburg, Mecklenburg und der Pfalz in den Orten Luisenau, Mecklenburg, Wilhelmsdorf, Königshuld und Silberwald an, die später die Dörfer Groß Paprotosch und Klein Paprotsch bildeten, die eine niederdeutsche Sprachinsel im Polnischen bildeten. Während der Napoleonischen Kriege war das Gebiet Teil des neugebildeten Herzogtums Warschau, dessen sächsischer König die Ansiedlung Deutscher weiter unterstützte.
Nachdem 1813 das Gebiet an Kongresspolen und damit an Russland gefallen war, verließen einige Siedler den Ort, die meisten blieben aber. Während in den Kirchenbücher Polnisch verwendet wurde und Russisch Verwaltungssprache war, blieb die deutsche Alltagssprache erhalten. Erst in den 1870er Jahren setzte in Russland in Reaktion auf den polnischen Aufstand von 1863 eine Politik der Russifizierung ein. In den Schulen wurde nun vorwiegend auf Russisch unterrichtet. Gesetze verboten den Landerwerb durch Deutsche, sodass junge Paprotscher zunehmen nach Westen auswanderten.
Im Ersten Weltkrieg wurde ein großer Teil der Bewohner der Sprachinsel, die damals 3000 Einwohner zählte, ins Innere Russlands deportiert. Im September 1914 wurden die Männer von Paprotsch, im Februar 1914 ganze Familien ins Innere Russlands deportiert. Die ersten Bewohner kehrten 1918 heim und fanden viele Gebäude zerstört vor. Auch der Polnisch-Sowjetische Krieg zog Paprotsch in Mitleidenschaft.
Der neu erstandene polnische Staat zielte auf Assimilierung der deutschsprachigen Bürger, der Schulunterricht fand auf Polnisch und auf Deutsch statt.
Im deutsch-polnischen Krieg 1939 wurden einige der Paprotscher vom polnischen Militär interniert. Im September nahmen deutsche Truppen den Ort ein und übergaben ihn nach dem Hitler-Stalin-Pakt an die Rote Armee. Den Bewohnern wurde die Wahl gelassen, evakuiert zu werden oder ihres Schicksals unter den Sowjets zu harren. Die meisten Paprotscher nahmen das Angebot zur Umsiedlung an und erhielten Land um Johannisburg, Sensburg oder um das annektierte Thorn herum. Nur nach einer rassistischen Prüfung, dass die Einwohner von Paprotsch Deutsche seien, erhielten die meisten die deutsche Staatsangehörigkeit.

## Nachweise
- Mathias Schulze, James M. Skidmore, David G. John, Grit Liebscher, Sebastian Siebel-Achenbach: German Diasporic Experiences: Identity, Migration, and Loss. Wilfrid Laurier Univ. Press, 2008, S. 391–399 (englisch).